# دینگ مییوان
دینگ مییوان (چینی: 丁美媛؛ زادهٔ ۲۷ فوریهٔ ۱۹۷۹) وزنه‌بردار اهل چین بود.